# Línea Urquiza
La línea Urquiza es una de las siete líneas suburbanas de los Ferrocarriles metropolitanos de Buenos Aires.
El tramo entre Federico Lacroze (CABA) hasta la Estación General Lemos (Partido de San Miguel) es el ramal U-22. Y desde la Estación Federico Lacroze hasta la Estación Rubén Darío (Partido de Hurlingham) es parte del ramal U-A.

## Servicios del ramal
Esta línea pertenece a la red nacional del ferrocarril General Urquiza, aunque en la actualidad no existe conexión física entre el ramal urbano y el ramal troncal a la Mesopotamia argentina debido a que fueron retirados, en el mes de marzo de 2018, de manera permanente los cruces con el Ferrocarril San Martín tanto el de la localidad de Hurlingham como el de Pilar en la Provincia de Buenos Aires, éstos eran vitales para poder conectar la Estación Federico Lacroze en la Ciudad Autónoma de Buenos Aires con Posadas en la provincia de Misiones.
Presta servicios de pasajeros entre las estaciones Federico Lacroze, ubicada en el barrio porteño de Chacarita, y la estación General Lemos, de la localidad bonaerense de San Miguel.
Compone un total de veintitrés estaciones, partiendo de la ciudad de Buenos Aires y atravesando los partidos de General San Martín, Tres de Febrero, Hurlingham y San Miguel. El tramo entre las estaciones Campo de Mayo y General Lemos fue inaugurado en 1981.
En la estación Federico Lacroze existe una conexión con la línea B de subterráneos. El servicio es llevado a cabo por una flota de 108 coches Toshiba-Mitsubishi sobre vías electrificadas por tercer riel a 600 voltios de corriente continua.
Desde la nacionalización de la red ferroviaria su prestación corrió por cuenta de Ferrocarriles Argentinos, pasando en 1991 a FEMESA para ser entregada en concesión a la empresa Metrovías, quien gestiona la concesión del servicio de pasajeros del tren Urquiza desde el 22 de diciembre de 1993, tras la firma del decreto 2608 establecido en el marco de la privatización durante la presidencia del Dr. Carlos Saúl Menem, quien fijó un plazo de 20 años. Posteriormente, el entonces presidente de la nación firmó el decreto 393, el 21 de abril de 1994, que extendió la concesión hasta un plazo de 24 años, que concluyó el último día de 2017. El Ministerio de Transporte rechazó la solicitud de prórroga del vínculo y buscarán relicitar el servicio en un plazo de 18 meses aunque la empresa continuará brindando el servicio durante ese período.
A partir del 1 de octubre de 2021, esta línea ferroviaria podía volver a ser operada por manos estatales a través de Trenes Argentinos Operaciones pero tras la derrota del oficialismo en las elecciones legislativas de noviembre de 2021, se postergó por 18 meses más el pase a la SOFSE.

## Material Rodante Tranviario

### Tracción Tranviaria del FC Central de BsAs
Utilizado por este ferrocarril para el transporte de pasajeros urbano y suburbano. Esta línea tuvo sus inicios dentro de la Compañía de Tranvías Lacroze, luego llamado FC Central de Buenos Aires. Por lo tanto, los servicios se realizaban desde la Estación Federico Lacroze, una estación que en esa época no era la actual, ya que era de combinación tranvía urbano a suburbano. La estación Lacroze vieja es la que se encuentra junto a la actual, cuya inauguración fue en 1954. Hoy en día, la estación vieja forma parte de la empresa ALL (América Latina Logística).

### Standard Steel & Co (USA)
Después de prestar servicios en las líneas de la Pacific Electric en la costa oeste de Estados Unidos, el 26 de marzo de 1951, se da de baja a estos coches en los ramales de Santa Anita y West Hollywood, en el distrito norte de la Pacific Electric. Los 50 coches son trasladados al Puerto de Nueva Orleans para ser embarcados a Argentina. 

### Brill & Co - St.Louis CAR & Co (USA)
mismo se le habían cegado las ventanillas y en el techo se le agregó una plataforma para que el personal pudiera repara la catenaria de parado, poseía sus troles de contacto, el 3734 era un coche de apoyo del 3758, siendo el primero desafectado y luego desguazado, mientras que le 3758 cumpliría funciones hasta la privatización del ferrocarril General Urquiza a manos de Metrovías, siendo separado del parque en 1995, trasladado a Taller Lynch y hoy en poder de Ferroclub Argentino, para ser recuperado.
Estos coches terminaron sus días al igual que los 3100 en 1974, siendo radiados en su totalidad y posteriormente desguazados en patios y playas del ferrocarril.

### Bethlehem Steel & Co (USA)
Estos coches eléctricos articulados, tras cumplir servicios urbanos en la Key Sistem de Los Ángeles, son puestos fuera de servicio a mediados de 1959, vendidos a Argentina y embarcados a finales de 1961. Uno de los primeros envíos llega el 20 de noviembre de 1961, y son puestos en servicio activo en mayo de 1962, después de retirar los Pantógrafos toma corriente y añadir los troles respectivos y los patines de toma de corriente para tercer riel. Estos coches estaban en parejas, con tres bogies, uno bajo cada cabina en cada coche y un bogie central que los unía, lo que los hacía articulados. Tenían asientos mullidos tipo poltrona, muy cómodos, y su andar también era cómodo. Solían verse en formaciones de cuatro coches en su ruta hasta Campo de Mayo. Estos coches llegaron pintados en los colores utilizados en Estados Unidos, verde y amarillo crema, y años después, cuando la empresa pasó de llamarse EFEA a FA, algunos fueron pintados con el esquema rojo, amarillo y franja azul. Sin embargo, muchos se mantuvieron con su antiguo esquema hasta el final de sus días. Tenían acceso por dos puertas centrales muy cómodas y con estribo bajo, pero con el tiempo y la llegada de los trenes japoneses, se modificaron para que los pasajeros pudieran bajar en las nuevas estaciones con estribos más altos. La totalidad de estos coches corrió hasta mayo de 1974 y a partir de julio del mismo año fueron concentrados en Lynch y llevados a apartadas playas para su desguace; como lo fue Holt en Entre Ríos. Estos coches llegaron con su antigua numeración y aquí les fue renumerado a serie 3351 al 3385.

### Pulman Standard CAR MFG.Co (USA)
Tratándose de 30 coches tranviarios, llegaron desde EE. UU. Tras circular en el servicio urbano de Pacific Electric de 1940 a 1956, año en que se retiraron. En 1959 llegaron a Argentina, siendo desembarcados en Dock Sud y posteriormente trasladados al Puerto de Zarate Bajo, mediante Ferrobarco. De ahí, fueron remolcados hasta Lynch en dos formaciones. Inicialmente, los coches conocidos como PCC (President Commission Car) debían servir en las líneas de tranvías de Avellaneda. Sin embargo, debido a la falta de renovación de vías y cables en esa área, no pudieron prestar servicios allí. Esto se debía a que se estaban eliminando servicios y se acercaba el final de la era de los tranvías. En cambio, fueron enviados a cubrir servicios locales en el Ferrocarril General Urquiza, los cuales duraron unos pocos años. Estos coches presentaban elementos innovadores, con controles en los extremos, pedales de aceleración, lo que lo hacía poco práctico para el personal de conducción, por lo que tardaron en ponerlo en práctica. Las ruedas estaban fijadas a los ejes con 4 bulones como las de un auto, tenían una saliente de goma en las ruedas para evitar balanceos molestos y ruidos, y el sistema de frenos era novedoso, con los tradicionales a zapata y el de fijación a riel como los Premetros de hoy, pero los pasajeros saltaban debido al estado de las vías. Los se alimentaban por medio de troles (2), uno en cada extremo y luego con zapata para tercer riel. Tall. Lynch realizó modificaciones en las 'polleritas' frontales para seguridad y recorte en bogies para prever cortos en patines toma corriente. También se construyó puerta de común. y acceso entre coches, formaciones de hasta 4 coches. Tenían calefacción y ventilación eléctrica. Por aire circ. Sus prestaciones fueron desde 1959, haciendo el servicio inaugural las unidades 1523 y 1528 desde Federico Lacroze a San Martín; ramal este que partiendo desde la estación Lynch se adentrará en el Barrio, pasando por varios apeaderos como Guido Spano, Villa Progreso, Roma y llegará a la estación San Martín (ubicada en la av. Perdriel entre San Martín y Uruguay, hoy plaza José Hernández), este ramal sería clausurado el 28 de octubre de 1961. El coche 1528 quedó asignado en Lynch como coche escuela para el personal de mecánica y conducción. Otros coches que caracterizaron el tendido fueron el 1503 y 1504, que cubrieron el primer servicio entre km 18 (Ejército de los Andes) y Campo de Mayo, en Ene. 1960; mientras que el servicio desde E.E.A.A a Fco. Lacroze lo cubrieron los coches 1503, 1512, 1516 a partir de mayo 1960. En mar. de 1960 aparece el 1516 desmotorizado y con aberturas en ambos frentes, se acoplaría entre el 1503 y 1504. El coche 1510 fue uno de los últimos en entrar en servicio, pero regresando de su primer viaje embistió a un colectivo en las cercanías de la estación Devoto; culminando así su carrera ferroviaria. El fin marcaba las horas de vida de estos 30 tranvías en octubre de 1962, siendo radiados de servicio en la estación Pablo Podestá y llevados a Entre Ríos para ser desguazados antes de llegar a los años 70 en los Talleres de Toro. Estos coches terminaron con el esquema marrón y franja crema y se cree que la unidad 1528 pudo haberse salvado, aunque nunca se la pudo encontrar.

### Unidad Eléctrica Toshiba
Para modernizar la flota de Ferrocarriles Argentinos y tener un parque rodante sin exceso de repuestos, en los años 70 la empresa decide encargar a Marubeni, un consorcio japonés formado por las firmas mencionadas anteriormente, 128 coches eléctricos de trocha estándar para los servicios urbanos de la Línea Urquiza. Todos serían motrices, excepto 12 coches con diseño parcialmente de furgón. Los mismos una vez construidos, comienzan a llegar a Buenos Aires a comienzos de 1973 y rápidamente se ponen en marcha, ya que toda la línea había sido modernizada, tanto en vías como obras complementarias en las estaciones. Para tal fin se construye un Depósito base en Rubén Darío, lugar hasta hoy en día donde se les atiende, pinta y repara. Los coches llegan pintados con el esquema tradicional. Poseen freno electro y neumático, y alcanzan una velocidad máxima de 100 km/h con una aceleración de 0,8 m/s. Están formados de a duplas en acoplamiento permanente mediante barra USM-ULM. Con el tiempo, se pintan de bordo y gris claro, pero esto dura poco y solo se pintan unas 5 duplas antes de volver al esquema tradicional.

## Operador
- Ferrocarriles Argentinos (1948-1991)
- FEMESA (1991-1994)
- Metrovías (1994-actualidad)[8]
- Trenes Argentinos Operaciones (debía ser octubre de 2021, postergado por 18 meses más desde noviembre de 2021)[9]

## Estaciones
| Estación              | Kilómetro | Cantidad de andenes | Distrito                                         | Notas |
| --------------------- | --------- | ------------------- | ------------------------------------------------ | --- |
| Federico Lacroze      | 0         | 10                  | Comuna 15                                        | Combinación con Estación Federico Lacroze de la Línea B del Subte de Buenos Aires y con la rampa de interconexión a esta misma. Inaugurada como Chacarita y reformada en 1957                                    |
| José Gervasio Artigas | 1.3       | 2                   | Comuna 15                                        | Inaugurada como Parada La Paternal |
| Pedro Arata           | 2.2       | 2                   | Comuna 15                                        | Proximidad con Viaducto Chorroarín-Constituyentes (Arata) |
| Francisco Beiró       | 3.8       | 2                   | Comuna 15                                        | Proximidad con Viaducto Gustavo Cerati. Inaugurada como Parada Talar |
| El Libertador         | 4.6       | 2                   | Comuna 15                                        | Proximidad con Metrobús San Martín y el viaducto sobre esta avenida. Inaugurada como Parada San Martín |
| Antonio Devoto        | 5.4       | 2                   | Comuna 11                                        | |
| Coronel F. Lynch      | 6.7       | 3                   | Partidos de Tres de Febrero y General San Martín | Proximidad con la Avenida General Paz (Límite entre CABA y Provincia de Buenos Aires) y también a la Avenida Mosconi en Caba. Antigua cabecera del ramal a Estación San Martín                                   |
| Fernández Moreno      | 7.7       | 2                   | Partidos de Tres de Febrero y General San Martín | Inaugurada como Parada km 7 |
| Lourdes               | 8.5       | 2                   | Partidos de Tres de Febrero y General San Martín | Reemplazo a la estación Lourdes original a 150m, inaugurada como Estación Lacroze y renombrada en 1918 |
| Tropezón              | 9.9       | 2                   | Partidos de Tres de Febrero y General San Martín | |
| José María Bosch      | 11.1      | 2                   | Partido de Tres de Febrero                       | Inaugurada como Parada km 11 |
| Martín Coronado       | 12.9      | 3                   | Partido de Tres de Febrero                       | Cabecera del ramal a Intercambio Coronado-Caseros. Inaugurada como Parada Caseros |
| Pablo Podestá         | 14.3      | 2                   | Partido de Tres de Febrero                       | Proximidad con Ruta Provincial 4 |
| Jorge Newbery         | 15.6      | 2                   | Partido de Hurlingham                            | Proximidad con puente sobre Arroyo Morón |
| Rubén Darío           | 16.9      | 2                   | Partido de Hurlingham                            | Proximidad con Estación Hurlingham de la Línea San Martín y con Ruta Provincial 201. Antigua cabecera intermedia del Ramal troncal a Posadas/Rojas. Inaugurada como parada Hurlingham y renombrada como Pereyra. |
| Ejército de los Andes | 18        | 1                   | Partido de Hurlingham                            | |
| Juan B. de La Salle   | 18.9      | 1                   | Partido de Hurlingham                            | Proximidad con Camino Parque del Buen Ayre y puente sobre el Río Reconquista |
| Sargento Barrufaldi   | 20.8      | 1                   | Partido de San Miguel                            | |
| Capitán Lozano        | 21.9      | 1                   | Partido de San Miguel                            | Proximidad con cruce de las rutas provinciales 8 y 201 |
| Teniente Agneta       | 23        | 1                   | Partido de San Miguel                            | |
| Campo de Mayo         | 23.9      | 1                   | Partido de San Miguel                            | Cabecera final hasta 1945. Inaugurada como Parada 4 de Junio |
| Sargento Cabral       | 24.9      | 2                   | Partido de San Miguel                            | |
| General Lemos         | 25.7      | 2                   | Partido de San Miguel                            | Proximidad con cruce de las rutas provinciales 8 y 23 |

## Imágenes

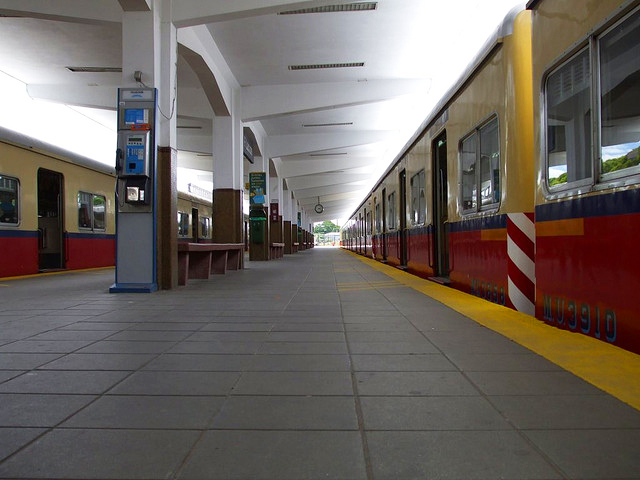
Andenes de Federico Lacroze
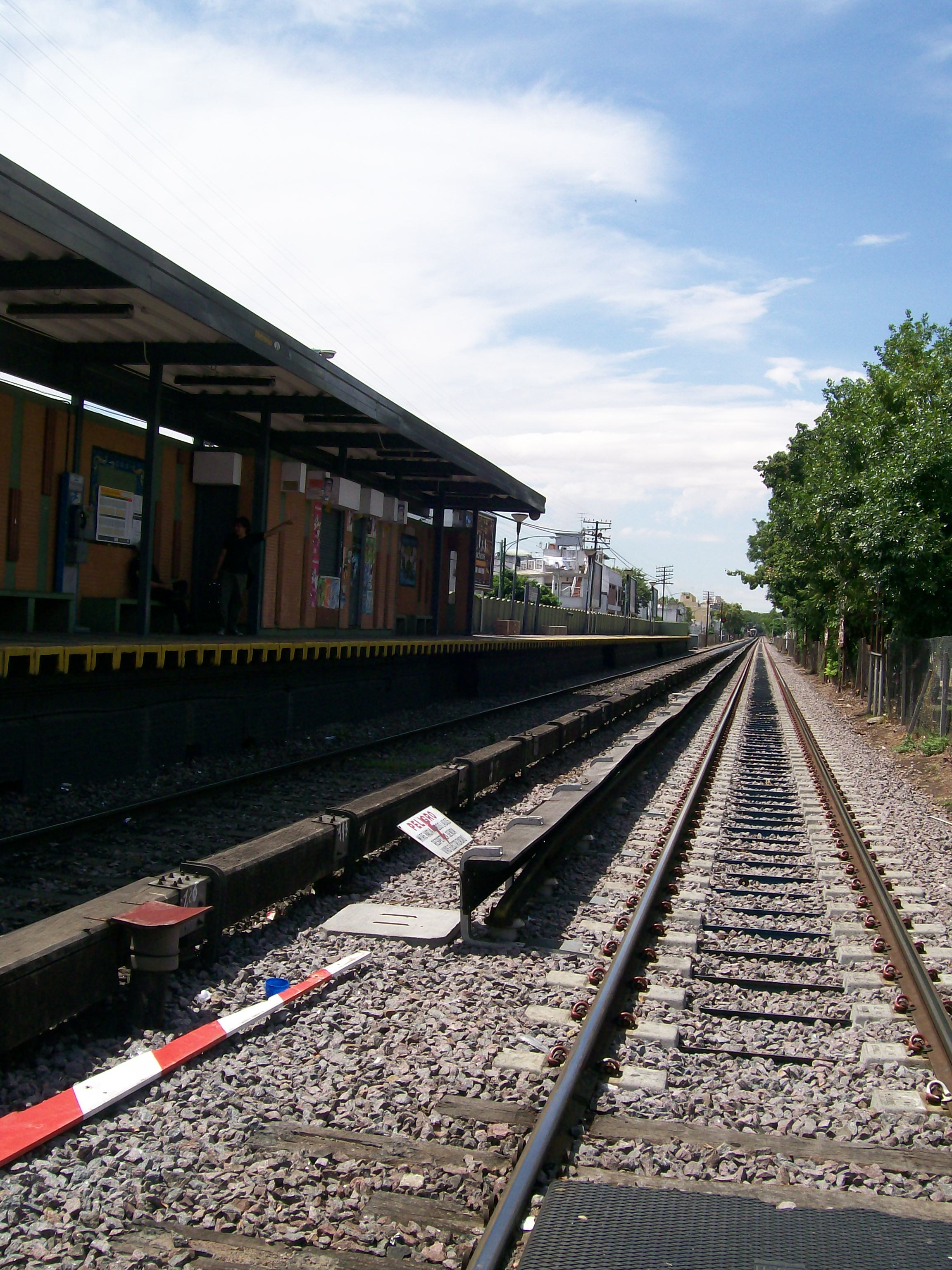
Vías en El Libertador
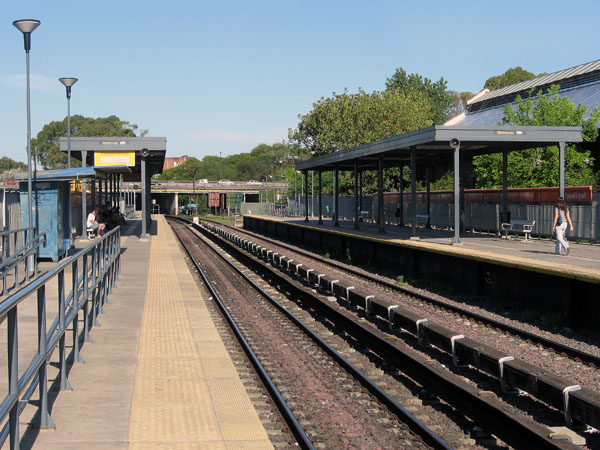
Estación Lynch
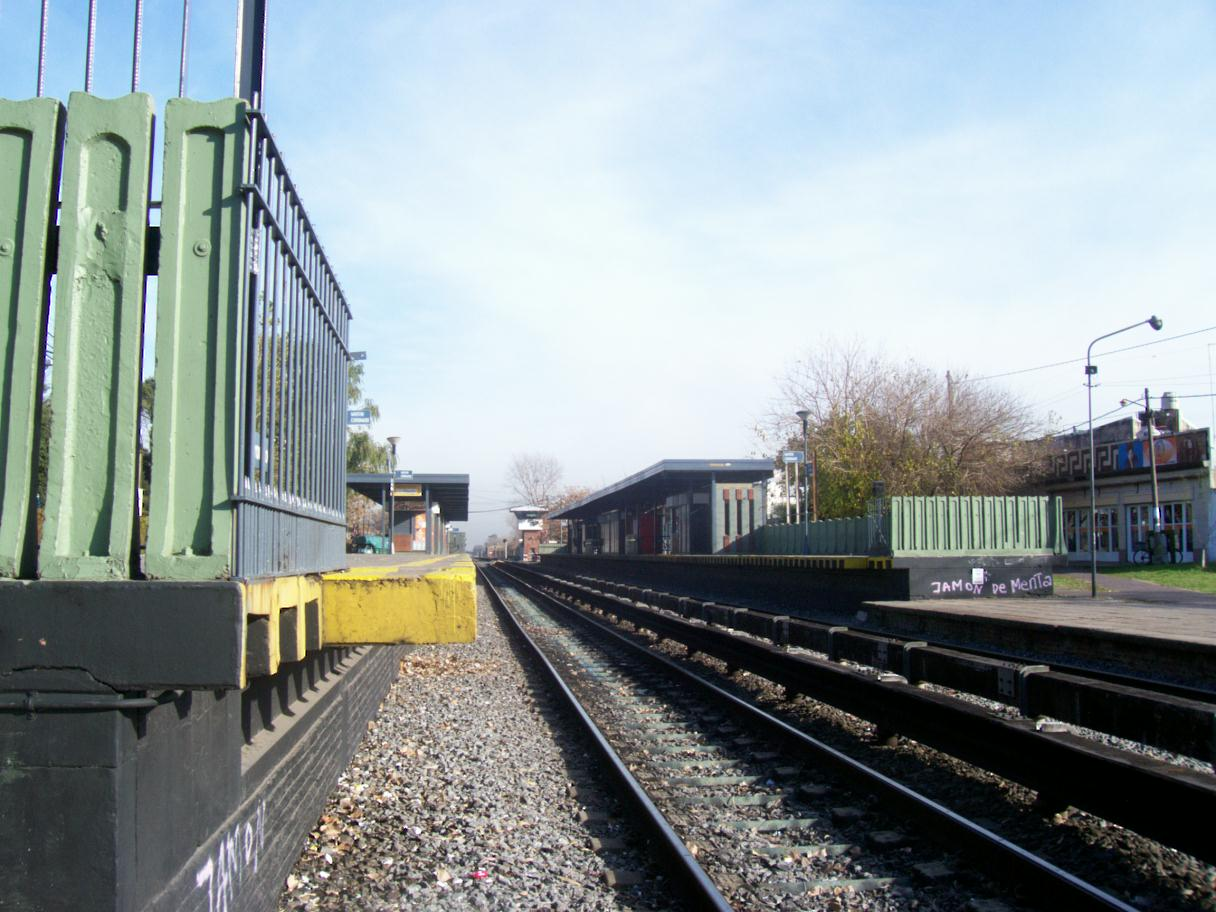
Martín Coronado